# ثلمة بين الزنمتين
الثلمة بين الزنمتين خاصية تشريحية لآذان الثدييات. وهي المسافة الفاصلة بين الزنمة ووتيدة الأذن في الأذن الخارجية.

## روابط خارجية
- صور تشريحية:30:01-0105 في مركز داونستيت الطبي التابع لجامعة نيويورك
- درسٌ تشريحي حول lesson3 مُعدٌ بواسطة ويسلي نورمان (جامعة جورجتاون). (externalear) (#6)